# Мори, Ёсиро
Ёсиро Мори (яп. 森 喜朗; род. 14 июля 1937) — японский политический и государственный деятель. Премьер-министр Японии (5 апреля 2000 — 26 апреля 2001).

## Биография
Мори родился в японском городе Номи префектуры Исикава в семье политика и бизнесмена Сигэки Мори. Ёсиро было всего семь лет, когда скончалась его мать Каору.
В 1960 году Ёсиро окончил факультет Коммерции Университета Васэда. Свою политическую карьеру начал в 1962 году, став секретарём члена парламента. В 1969 году в возрасте 32-х лет был избран в палату представителей, где переизбирался 10 раз подряд. С 1982 по 1983 год Мори занимал пост министра образования, с 1992 по 1993 год — пост министра внешней торговли и промышленности, а с 1995 по 1996 год являлся министром строительства. Также в 1993 году был избран генеральным секретарём Либерально-демократической партии.
В апреле 2000 года (после того как Кэйдзо Обути впал в кому после инсульта) был избран на пост премьер-министра, а в декабре того же года был переизбран на этот пост.
Период нахождения Мори у власти был омрачён чередой политических скандалов и досадных публичных оговорок. В результате в апреле 2001 года Мори подал в отставку. На посту премьера его сменил Дзюнъитиро Коидзуми.
В 2014 году он был назначен главой оргкомитета летних Олимпийских игр 2020 года.

## Награды
- Большой крест ордена Цветов павловнии (2017 год).
- Большая лента специального класса ордена Бриллиантовой звезды (2006 год, Китайская Республика).
- Падма Бхушан (2004 год, Индия).
- Великий офицер ордена Почётного легиона (2010 год, Франция).
- Кавалер Большого креста ордена Заслуг (Норвегия).
- Орден «За дипломатические заслуги» 1 класса (2010 год, Республика Корея).
- Орден Дружбы (22 марта 2004 года, Россия) — за большой вклад в развитие российско-японского международного сотрудничества[5].
- Орден «Дружба» (26 августа 2011 года, Узбекистан) — за большой вклад в развитие отношений дружбы и партнёрства, всестороннего сотрудничества с Узбекистаном, укрепление взаимопонимания между народами и в связи с двадцатой годовщиной независимости Республики Узбекистан[6].
- Медаль «В память 300-летия Санкт-Петербурга» (май 2004)[7].

## Скандалы
12 февраля 2021 года состоялась заседание исполнительного совета организационного комитета Олимпиады в Токио, на котором Ёсиро Мори подал в отставку из-за сексистских высказываний, сделанных на предыдущем заседании. 18 февраля председателем оргкомитета была назначена Сэйко Хасимото.